# Francesco Petrarca
Francesco Petrarca ([frančesko petrarka]; 20. července 1304 – 18./19. července 1374) byl italský spisovatel a básník. Společně se svým vrstevníkem a přítelem Boccacciem je považován za jednoho z prvních autorů renesanční literatury. Bývá označován za největšího humanistu a nejvlivnějšího italského lyrického básníka. Tvořil v latině i v italštině a jeho nejproslulejším dílem je italsky psaný Zpěvník, popisující v 366 básních zejména platonickou lásku k idealizované Lauře. Petrarcova latinská tvorba zahrnuje smyšlený dialog básníka se svatým Augustinem známý jako Mé tajemství, filosofický traktát O lécích proti štěstí a neštěstí nebo polemické spisy proti lékařům či aristotelikům. Svým dílem navazoval jak na Vergilia, Ovidia, Cicerona, Senecu, svatého Augustina a další antické autory, tak na pozdně středověkého Danta Alighieriho.
Také Petrarcův život je předmětem zájmu, zejména jeho kontakty s jinými učenci a spisovateli té doby, obsáhlá korespondence, politická a diplomatická činnost a také vztah k přírodě. Sám Petrarca se ke svému životu vracel ve svých básních, vzpomínkových textech a úvahách, a tím vnímání své osoby značně ovlivnil. Vzhledem ke své zálibě v cestování bývá někdy Petrarca označován za prvního turistu. Obzvláštní pozornost je věnována jeho popisu výstupu na Mont Ventoux. Petrarca tuto horu pravděpodobně skutečně zlezl v dubnu 1336. Podle dobových pramenů však byly výlety na vrchol hory v Petrarcově době běžnou záležitostí, a jeho důležitost tedy spočívá spíše ve skutečnosti, že o své cestě a prožitku podal literární zprávu. Čeština připouští skloňování jména jak se zachováním písmena -c- (bez Francesca Petrarcy), tak v podobě vytvořené v souladu s výslovnosti, tedy -k- (bez Franceska Petrarky). V titulech knih i v odborné literatuře se lze setkat s oběma variantami.

## Život

### Mládí a studia

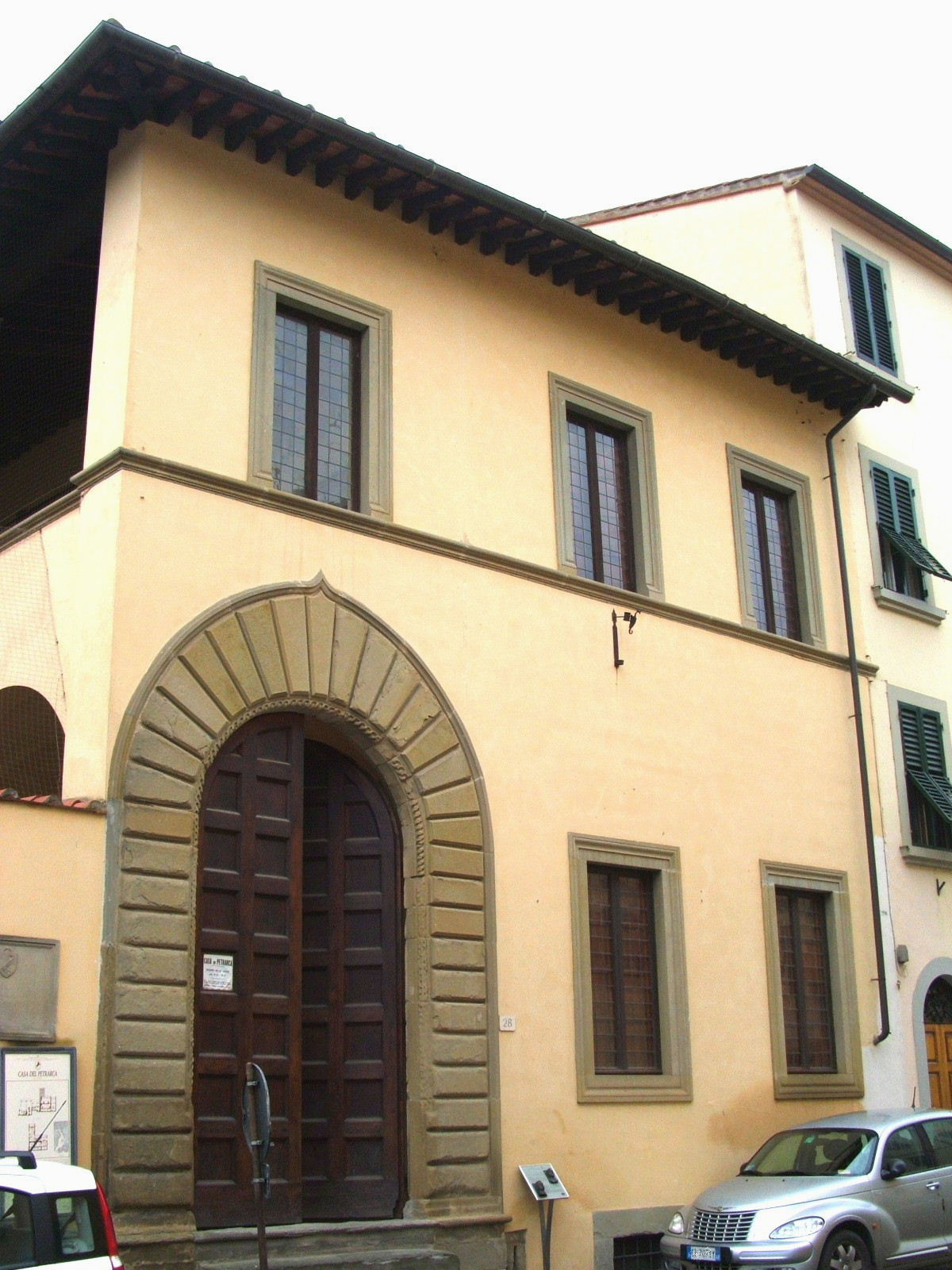
Petrarcův rodný dům v Arezzu

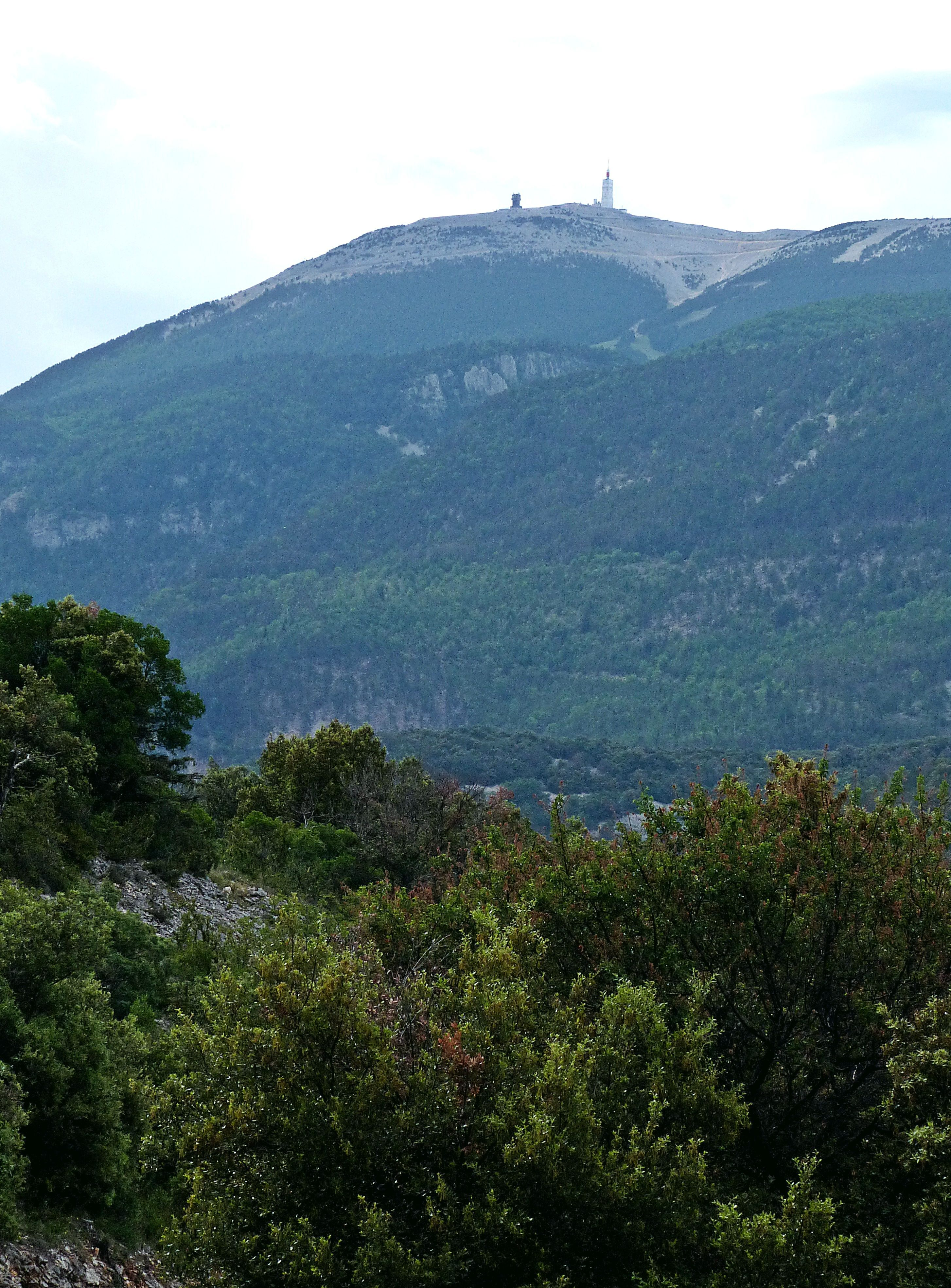
Pohled na Mont Ventoux, kam Petrarca pravděpodobně vystoupal v roce 1336

Francesco Petrarca se narodil roku 1304 v toskánském městě Arezzo. Jeho otec, florentský právník Ser Pietro (Petracco) di Parenzo (1267–1326) byl z rodného města vypovězen z politických příčin, jelikož patřil k bílým guelfům, odpůrcům papežské moci, zatímco Florencii ovládli černí guelfové. Tato situace značně ovlivnila pozdější básníkovo smýšlení, ve sbírce Dopisy přátelům (Epistolae Familiares, 1366) například v jednom dopise zdůrazňuje, že byl počat v exilu a zrozen v exilu. Petrarcovo dětství bylo pak poznamenáno častým stěhováním a také během života básník později pobýval v mnoha různých italských městech, nikdy však ve Florencii, kterou nazýval patria (vlast). Svým životem „vyhnance“ Petrarca poněkud připomíná Danta, ale vzhledem k tomu, že byl na rozdíl od něj dobře materiálně zajištěn a ve Florencii nikdy delší dobu nepobýval, jednalo se možná spíše o pózu.
Petrarcova rodina žila nejprve v Pise, poté od roku 1312 v Avignonu a posléze v provensálském městě Carpentras. V Carpentrasu mladý Petrarca studoval společně se svým bratrem Gherardem rétoriku a gramatiku u Convenevoleho da Prato. Od roku 1316 studoval práva v Montpellieru a pak od roku 1322 na univerzitě v Bologni. Po otcově smrti v roce 1326 Petrarca práv zanechal a vrátil se zpátky do Avignonu. Po otci, který pracoval jako notář na papežském dvoře a měl značnou zálibu v latinských klasicích, zdědil Petrarca vzácný vergiliovský kodex, do nějž později zapisoval některé výrazné události svého života (setkání s Laurou v roce 1327, krádež a znovuzískání řečeného rukopisu v roce 1338, Lauřinu smrt v roce 1348, smrt syna Giovanniho a také úmrtí patrona Giovanniho Colonny a různých přátel). Předpokládá se, že ve 20. letech 14. století začal Petrarca psát básně. První dochovaný text, panegyrik na zesnulou matku Elettu rozenou Caniganiovou, umístil badatel Ernest Hatch Wilkins do roku 1318 nebo 1319, většina moderních vědců se však domnívá, že báseň je o několik let mladší.
Návrat do Avignonu byl pro Petrarcův pozdější život klíčový, neboť právě v avignonském kostele svaté Kláry na Velký pátek 6. dubna 1327 poprvé spatřil svou osudovou lásku Lauru de Sade, rozenou de Noves. Své pocity při setkání vyjádřil ve třetím sonetu svého Zpěvníku:
| „                                                      | Sonetto III Era il giorno ch’al sol si scoloraro per la pietà del suo factore i rai, quando i’ fui preso, et non me ne guardai, ché i be’ vostr’occhi, donna, mi legaro. | Sonet III Byl den, v němž i tvář slunce zatměla se, v soustrasti nad svým Tvůrcem trpícím kdy jsem byl vydán, aniž jsem si všim, všanc ohňům vašich očí, vaší kráse. | “ |
| — Petrarca, Canzoniere, sonet III, překlad Václav Renč | | |   |

V roce 1330 bratrům došly finanční prostředky pro otci, Francesco Petrarca proto přijal nižší svěcení a vstoupil do služeb kardinála Giovanniho Colonny jako kaplan. S rodinou Colonnů, zejména s kardinálovým bratrem Giomem, ho pojilo dlouholeté přátelství a kromě zajištěného místa získal básník přístup ke kodexům latinských autorů, jež mu Colonnové obstarávali. Nedlouho poté začal cestovat po Evropě. V Lutychu objevil v roce 1333 ztracenou Ciceronovu řeč Pro Archia poeta, a tato událost se stala druhým významným impulzem ovlivňujícím Petrarcův pohled na život. Třetí formující událostí v Petrarcově mládí se stal zisk opisu Augustinových Vyznání darem od augustiniánského mnicha Dionigiho da Borgo San Sepolcro. Knihu nosil Petrarca až do konce života s sebou a přikládal jí velký význam.
V prosinci roku 1334 byl zvolen nový papež, Benedikt XII. Jako jeden ze svých prvních kroků udělil Petrarcovi v lednu následujícího roku kanonikát při katedrále v Lombez. Petrarca svůj kanovnický úřad nevykonával na místě, beneficium mu však zajišťovalo příjem a držel si je až do roku 1355. V letech 1335 a 1336 pak dvakrát vyzval papeže k návratu z avignonského zajetí do Říma. Řím na konci roku 1336 sám navštívil a byl uchvácen monumentálními starověkými zříceninami. V témže roce navštívil Avignon sienský malíř Simone Martini a Petrarca ho požádal, aby vytvořil Lauřin portrét.
Do roku 1336 se také datuje Petrarcův pravděpodobný výstup na horu Mont Ventoux. Zachytil ho v dopise pro teologa Dionigiho da Borgo Sansepolcro, napsaném ovšem dlouho po návštěvě vrcholu, v roce 1352 či 1353. V něm popsal, jak se ho po dosažení vrcholu nejprve zmocnil úžas nad majestátem hory a přírodní scenérií. Pak se však zamyslel nad svým životem, otevřel svazek Augustinových Vyznání a přečetl si pasáž o tom, že se lidé diví horám, mořím, řekám a hvězdám, a sebe zanedbávají. Tento úryvek vedl Petrarcu podle jeho vlastního líčení k pochopení toho, jak nesmyslné bylo jeho šplhání na horu, vedené jalovou zvědavostí. Petrarca se tímto aktem náhodného čtení a následného osvícení připodobnil ke svému vzoru, svatému Augustinovi, na rozdíl od něj však neprošel jednoznačnou konverzí – místo toho zážitek vedl k filosofickému poznání a uvědomění, že „morální výška“ obrovské hory je pouhý loket. Petrarcův popis výstupu začal být znovu čten na přelomu 18. a 19. století a stal se tématem debat o vnímání přírodních krás. Petrarca byl dokonce označován za zakladatele turistiky, horolezectví či alpinismu. Někteří autoři, zejména Jacob Burckhardt a mnozí autoři rozvíjející jeho teze, vnímali Petrarcův „zbytečný“ výstup na horu jako revoluční čin prvního moderního člověka, toužícího v každém okamžiku po požitku z přírody. Jiní autoři, například Lynn Thorndike, vyjádřili s tímto pojetím nesouhlas, neboť to, co podle nich považuje Burckhardt za moderní a typicky renesanční, bylo ve skutečnosti běžné v každé době. Dobové prameny skutečně ukazují, že Petracův čin a jeho motivace nebyly ojedinělé – pařížský filosof Jean Buridan zaznamenal, že na Mont Ventoux šplhalo ve 14. století každé léto mnoho lidí. Petrarcovo líčení výletu na vrchol však i tak zůstává mnohými filosofy vnímáno jako důležitý mezník kulturního vývoje, neboť básník byl schopen svou zvědavost, pocit ohromení a následnou introspekci literárně zachytit. Další odborníci, jako byl historik filosofie Paul Oskar Kristeller, dodávají, že klíčová je motivace těch, kdo výstup podnikli, a nikoliv výstup samotný; proto Petrarkův čin neztrácí nic ze své novosti.

### Život ve Vauclause a Lauřina smrt

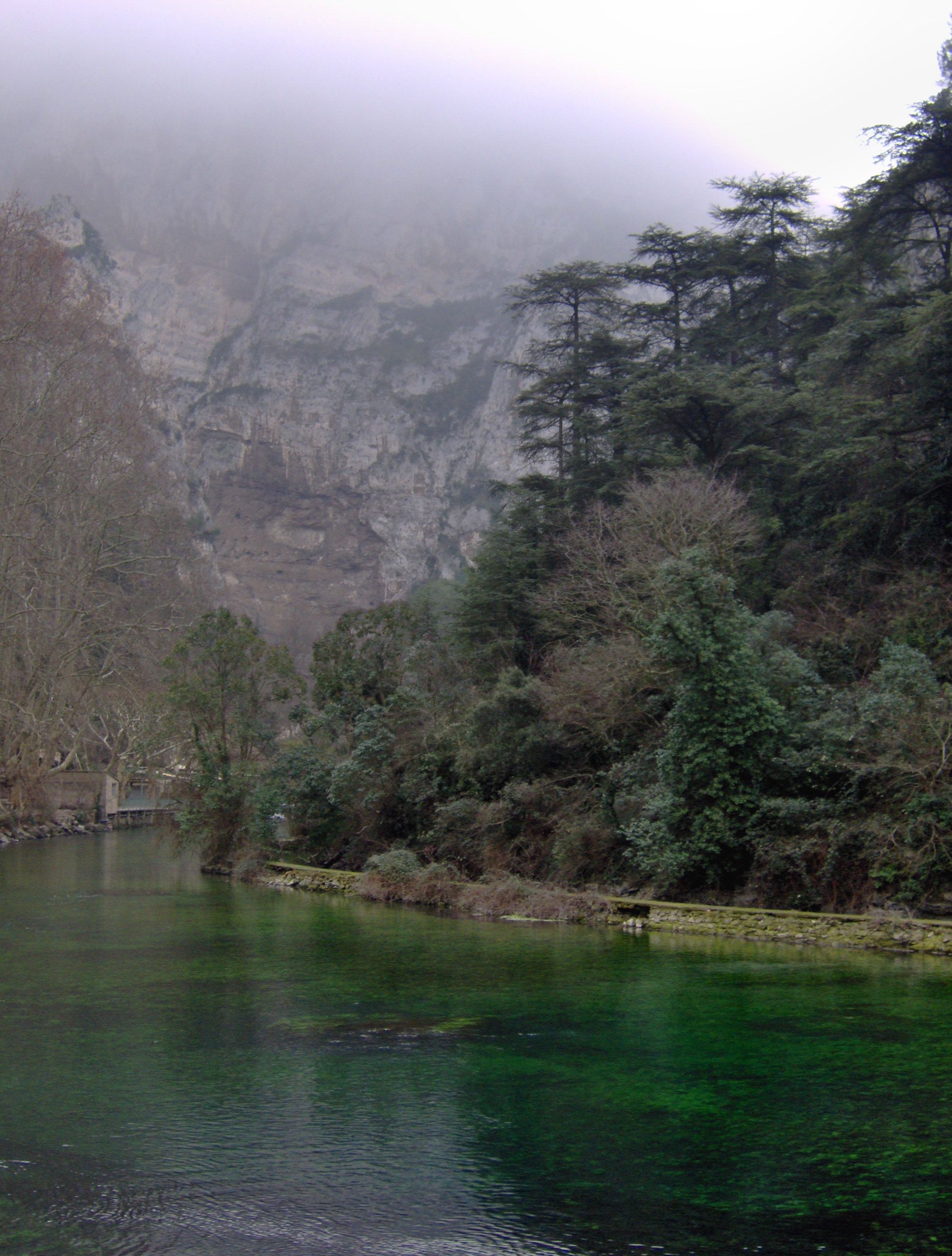
Řeka Sorgue v údolí Vaucluse, kde Petrarca pobýval v letech 1336–1353

Po návratu do Francie se Petrarca přestěhoval do provensálského údolí Vaucluse a pobyt v přírodě střídal s diplomatickými misemi a návštěvami různých italských měst. V roce 1337 se v Avignonu narodil básníkův syn Giovanni. Byl jedním ze dvou dětí, které měl s neznámou ženou, druhou byla dcera Francesca v roce 1343. Obě děti později legitimizoval. Na přelomu let 1338 a 1339 začal s prací na textu O slavných mužích (De viris illustribus) a na eposu Afrika (Africa). V něm se inspiroval vergiliovským a liviovským pojetím Scipiona Africana, římského hrdiny druhé punské války. 8. dubna 1341 byl v Římě podle antického zvyku korunován vavřínovým věncem, a získal tak titul poëta laureatus. Dva roky pak pobýval v Parmě, poté v Neapoli a posléze opět v Parmě, odkud ale musel v roce 1345 vinou válečných operací uprchnout do Verony. Když v Římě vypuklo v roce 1347 lidové povstání, které vyneslo na dva měsíce k moci Colu di Rienzo, napsal pro nově zvoleného tribuna nejprve eklogu a dva povzbudivé dopisy, zatímco po skončení Colova římského dobrodružství dopis vyčítavý. I tak podpora uchvatitele narušila Petrarcovo přátelství s rodinou Colonnů. V roce 1348 zasáhla Evropu morová epidemie, které podlehla také Petrarcou obdivovaná Laura. Autor v té době pobýval v Parmě. V následujících letech opět střídal různá italská města a domov v Provence, krátce se zdržel i ve Florencii.
Patrně v návaznosti na Ciceronovy dopisy (Atticovi, bratru Quintovi, Brutovi), které nalezl ve veronské katedrální knihovně, se Petrarca v roce 1350 rozhodl uspořádat svou veřejnou i soukromou korespondenci. Rovněž začal uspořádávat své básně psané vernakulárním jazykem, tedy italsky, a sice pod názvem Zlomky v jazyce lidovém (Rerum vulgarium fragmenta či prostě Básně, Rime) a v této činnosti pak pokračoval až do konce života. V roce 1352 či 1353 dokončil Petrarca svou intelektuální a morální zpověď Mé tajemství (Secretum meum). V tomto období pracoval také na latinsky psaných dílech – Pamětihodných příbězích (Rerum memorandarum libri), Pastýřské písni (Bucolicum Carmen), O zbožném klidu (De otio religioso) či O samotářském životě (De vita solitaria). Od roku 1342 do roku 1355 pobíral příjem jako kanovník při katedrále v Pise, beneficium obdržel od papeže Klementa VI.

### Život vMiláně, Benátkách a pozdní věk

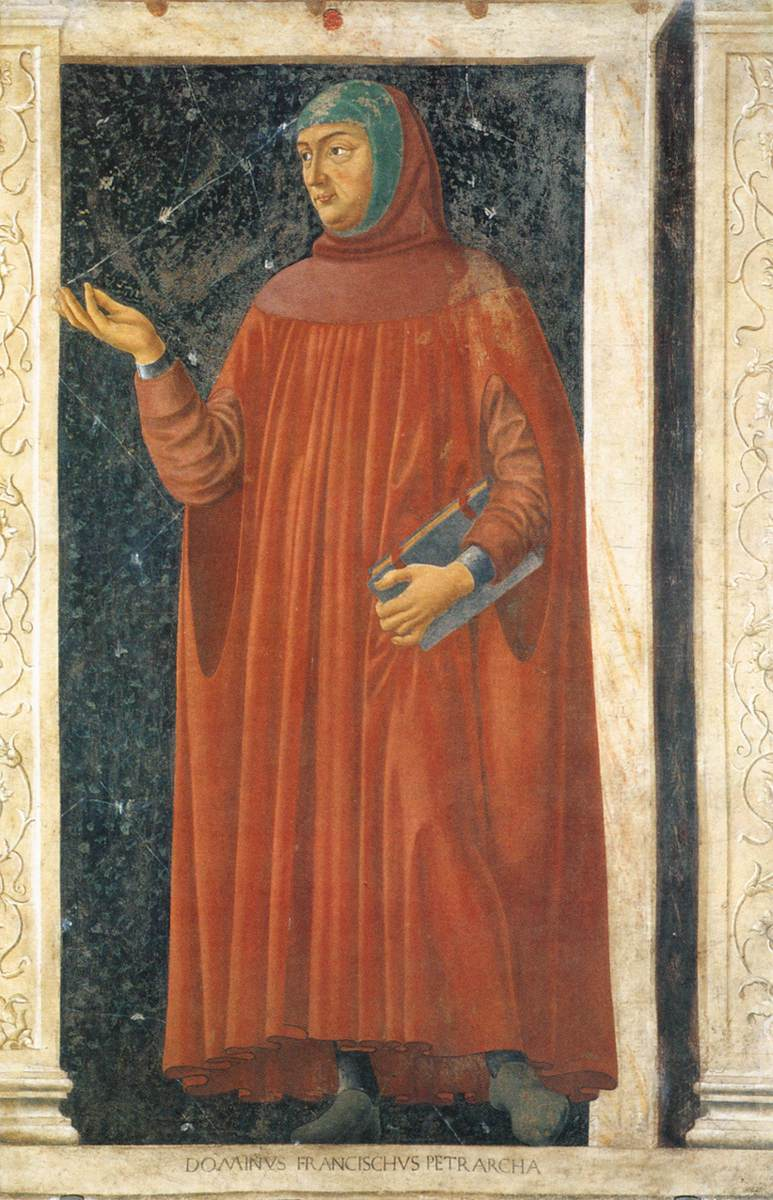
Freska zobrazující Petrarcu, přibližně z roku 1450, autorem je florentský malíř Andrea del Castagno

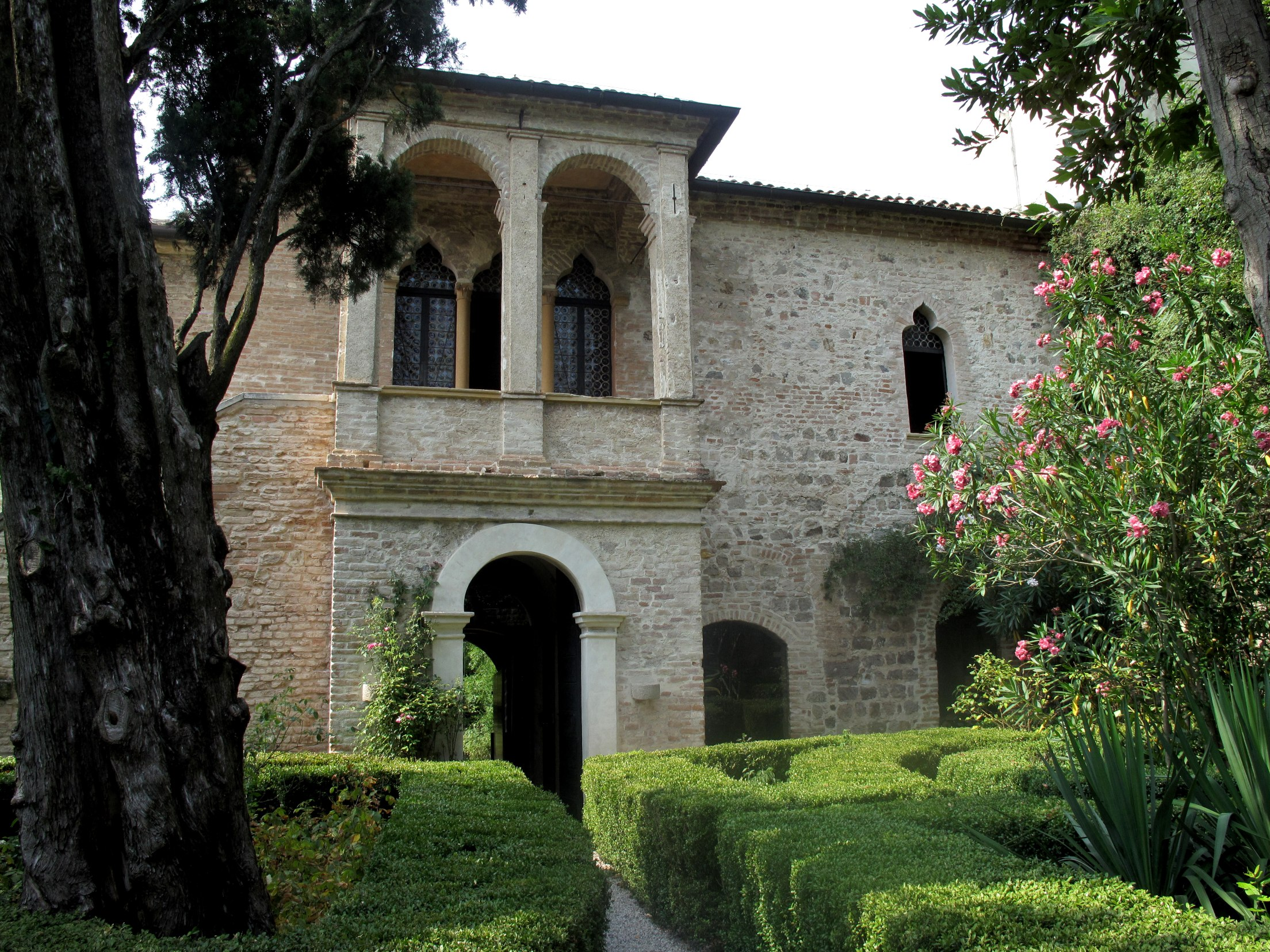
Petrarcův dům v Arquà

Petrarca definitivně opustil Vaucluse v roce 1353 a usadil se na osm let v Miláně. Zde získal pozici na dvoře arcibiskupa Giovanniho Viscontiho. Petrarcovi florentští přátelé byli volbou autoritářsky vedeného Milána zaraženi, neboť odporovala jejich svobodomyslným ideálům. Básník se však obhajoval tvrzením, že si svou uměleckou samostatnost ubrání a že bude mít klid ke studiu, což se ukázalo být správným předpokladem. Z Milána Petrarca často vyjížděl za diplomatickými posláními, mimo jiné do Benátek, Mantovy, Paříže či Prahy (v roce 1356, poté, co se o dva roky dříve setkal s Karlem IV.). V Miláně začal sestavovat své italsky psané Triumfy (Trionfi), jež se rovněž staly životním dílem, doplňovaným až do smrti.
V letech 1362 až 1367 žil Petrarca v Benátkách, kde ve svém domě v roce 1363 několik měsíců hostil Boccaccia. Z této pozdní fáze básníkova života pocházejí sbírky korespondence – Dopisy přátelům (Familiares) a Dopisy ze stáří (Seniles). Stal se také autorem rozsáhlého moralizujícího a filosofujícího spisu O lécích proti štěstí a neštěstí (De remediis utriusque fortune, 1354–1365) a též polemického textu O nevědomosti mé a mnoha dalších (De sui ipsius et multorum ignorantia, 1367), v němž se Petrarca ostře vymezil proti scholastické a averroistické tradici předcházejících století. V roce 1370 mu Francesco da Carrara daroval pozemek v městečku Arquà, kde se básník v nově vystavěném domě usídlil a až do smrti žil.
V posledních letech života se Petrarca věnoval mimo jiné zahradničení, se kterým začal již ve Vaucluse, a do svého rukopisu Palladiova traktátu o zemědělství (De re rustica) si zapisoval potíže, s nimiž se potýkal, například uschnutí značné části vysazených ovocných stromů a vavřínů. Na pozvání papeže Urbana V. se vydal do Říma, cestou byl však ve Ferraře stižen mdlobami a slabostí, patrně srdeční, a musel být převezen do Padovy, odkud se vrátil zpět do Arquà. V prosinci 1371 se v obavách před morem na krátký čas uchýlil opět do Padovy, na dvůr svého obdivovatele Pandolfa II. Malatesty. V říjnu 1372, poté, co padovský venkov začala ohrožovat vojska Benátské republiky, musel Petrarca do Padovy v krátké době potřetí. Přesto však odmítl usídlit se ve městě natrvalo, byť Malatestovi věnoval jako výraz vděku nejnovější verzi souboru svých italských básní (Rerum vulgarum fragmenta). V reakci na činnost francouzského mnicha Jeana de Hesdin pak básník napsal svůj poslední polemický spis Invektiva proti tomu, kdo pohaněl Itálii (Invectiva contra eum qui maledixit Italie). Posledním Petrarcovým diplomatickým posláním se stala v září 1373 cesta do Benátek, kde se společně se svým synem Francescem Novellem účastnil mírových jednání po vítězství Benátské republiky nad Padovou.

### Smrt a pohřeb

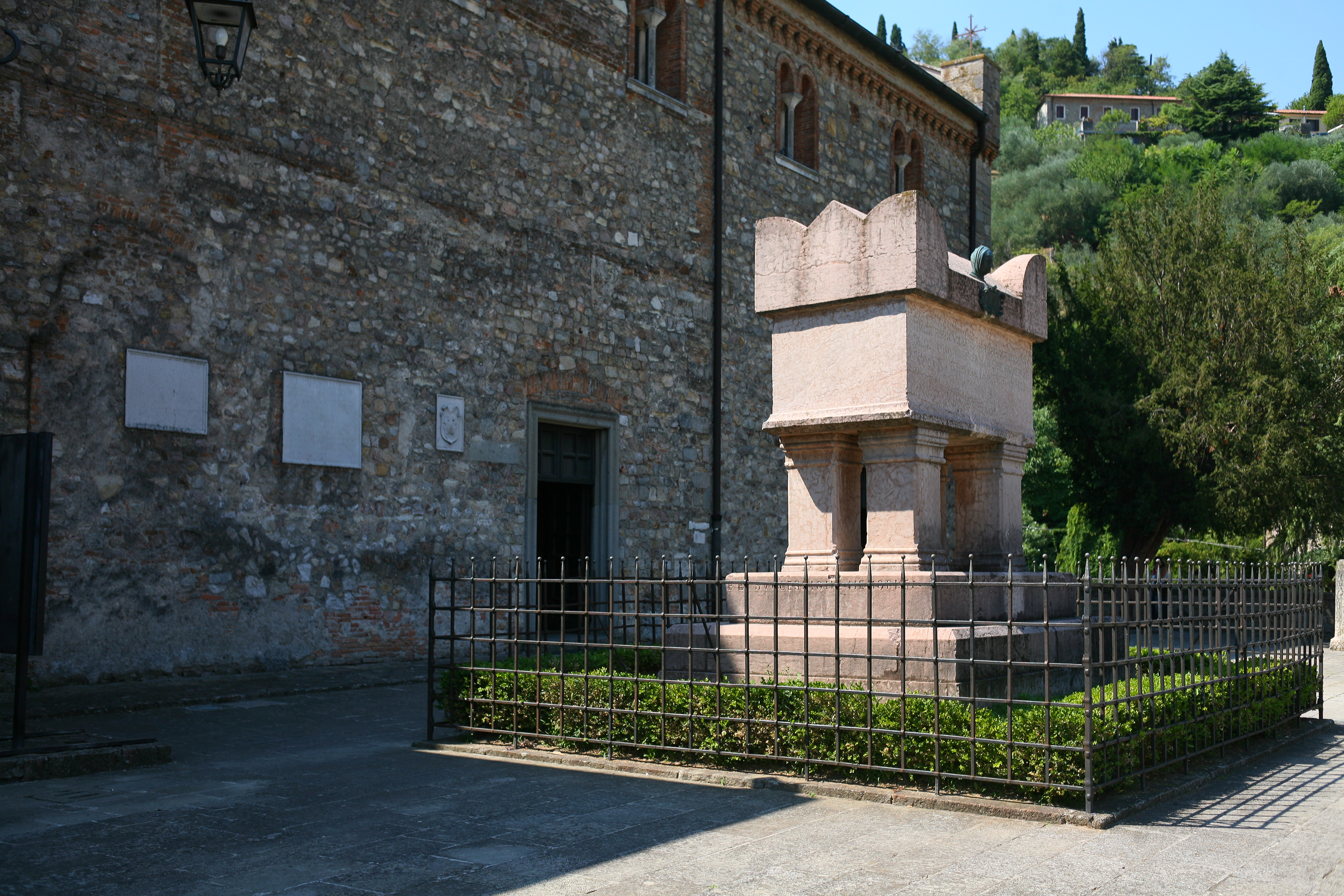
Petrarcova hrobka v Arquà

V lednu 1374, půl roku před smrtí, daroval Petrarca rukopis Augustinových Vyznání svému florentskému příteli Luigi Marsilimu. Tento dar je vnímán jako pomyslné předání žezla humanismu, od toho okamžiku třímaného právě Florencií. Francesco Petrarca pak zemřel v noci z 18. na 19. července 1374. Neznámý autor připsal do jednoho z Petrarcových rukopisů poznámku o tom, že příčinou jeho smrti byla nemoc, při které básník upadal na několik hodin do mrákot. Podle autora glosy byla nemoc léčitelná, proto vyčetl Petracovi jeho pohrdání lékařství a odmítání léků – podle jeho tvrzení si Petrarca mohl sám za to, že zemřel „jako pes“, beze svědků a bez posledního pomazání. V městečku Arquà byl také pochován, a sice na náměstí před místním kostelíkem. Jeho hrobka byla vybudována podle vzoru krypty mytického zakladatele Padovy, Antenóra.
K raným redaktorům a opisovatelům Petrarcova díla patřil Lombardo della Seta z Padovy a františkán Tedaldo della Casa z Florencie. Ihned po smrti se začal vzmáhat obdiv k básníkově životu, viděnému jako ctnostný, příkladný a svatý. Kardinál Francesco Zabarella nazval Petrarcu božským pěvcem (divinus vates), básník byl předními osobnostmi kladen na roveň velkým antickým autorům a vznikaly básně k jeho uctění. Florentský kronikář Filippo Villani zpracoval Petrarcovu smrt hagiograficky, když popsal, že básníkův duch, vypouštěný z úst, stoupal v podobě obláčku k nebesům jako vonné kadidlo. Také básníkův dům a hrobka v Arquà se záhy staly předmětem zájmu a cílem poutníků, učenců a básníků. Již v 16. století nechal padovský šlechtic Pietro Paolo Valdezocco původně gotický příbytek renesančně rozšířit a vymalovat petrarcovskými motivy.
Přestože sám Petrarca chápal jako těžiště svého díla latinské práce, stal se pro budoucí čtenáře a autory známý především jako pisatel básní v italštině. Jeho Zpěvník se stal vzorem elegantní a vytříbené milostné poezie a celého směru označovaného jako petrarkismus. Mezi Petrarcou ovlivněné tvůrce patří velcí renesanční a barokní autoři jako Geoffrey Chaucer, Edmund Spenser, John Donne, John Milton, William Shakespeare, Pierre de Ronsard a četní další.

## Dílo

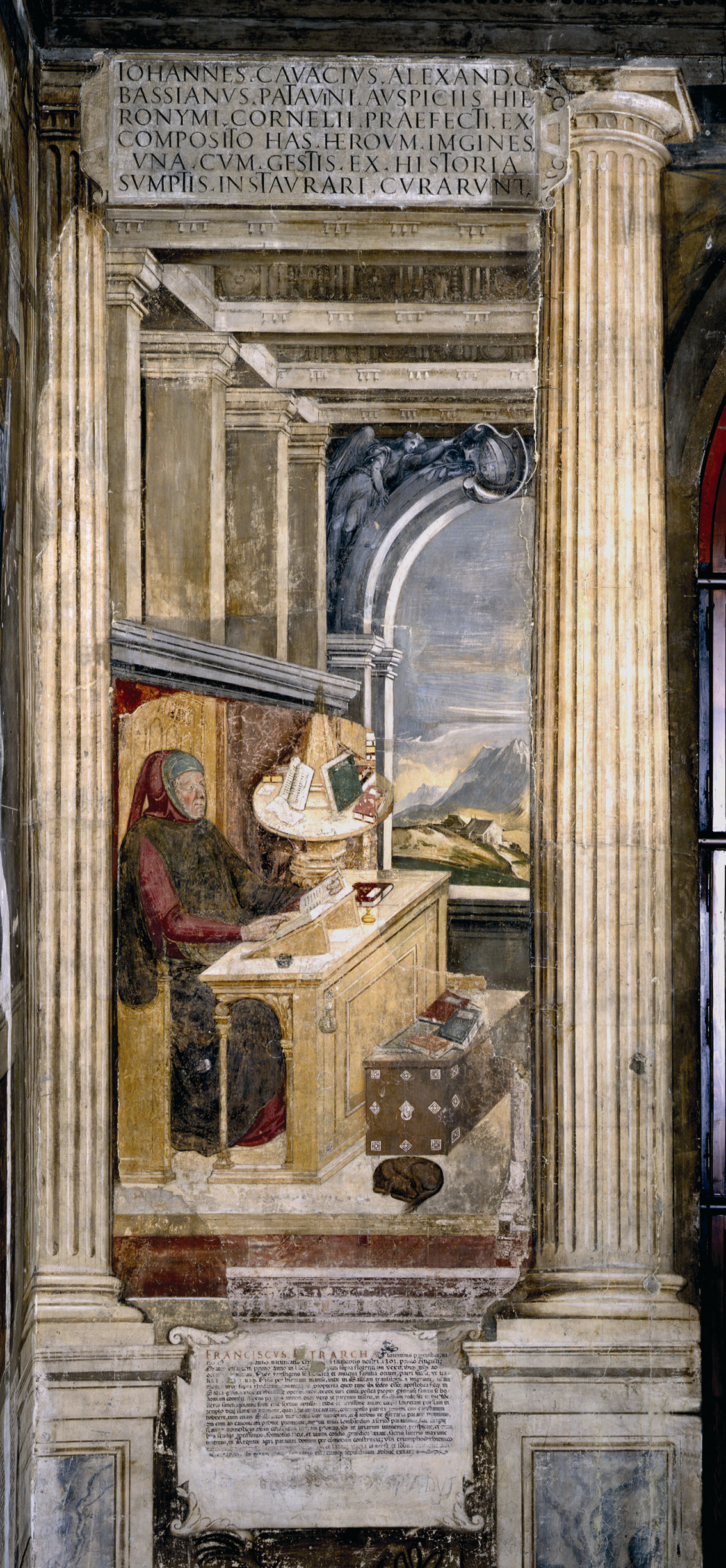
Francesco Petrarca, anonymní dílo z poslední čtvrtiny 14. století

### Italské básně

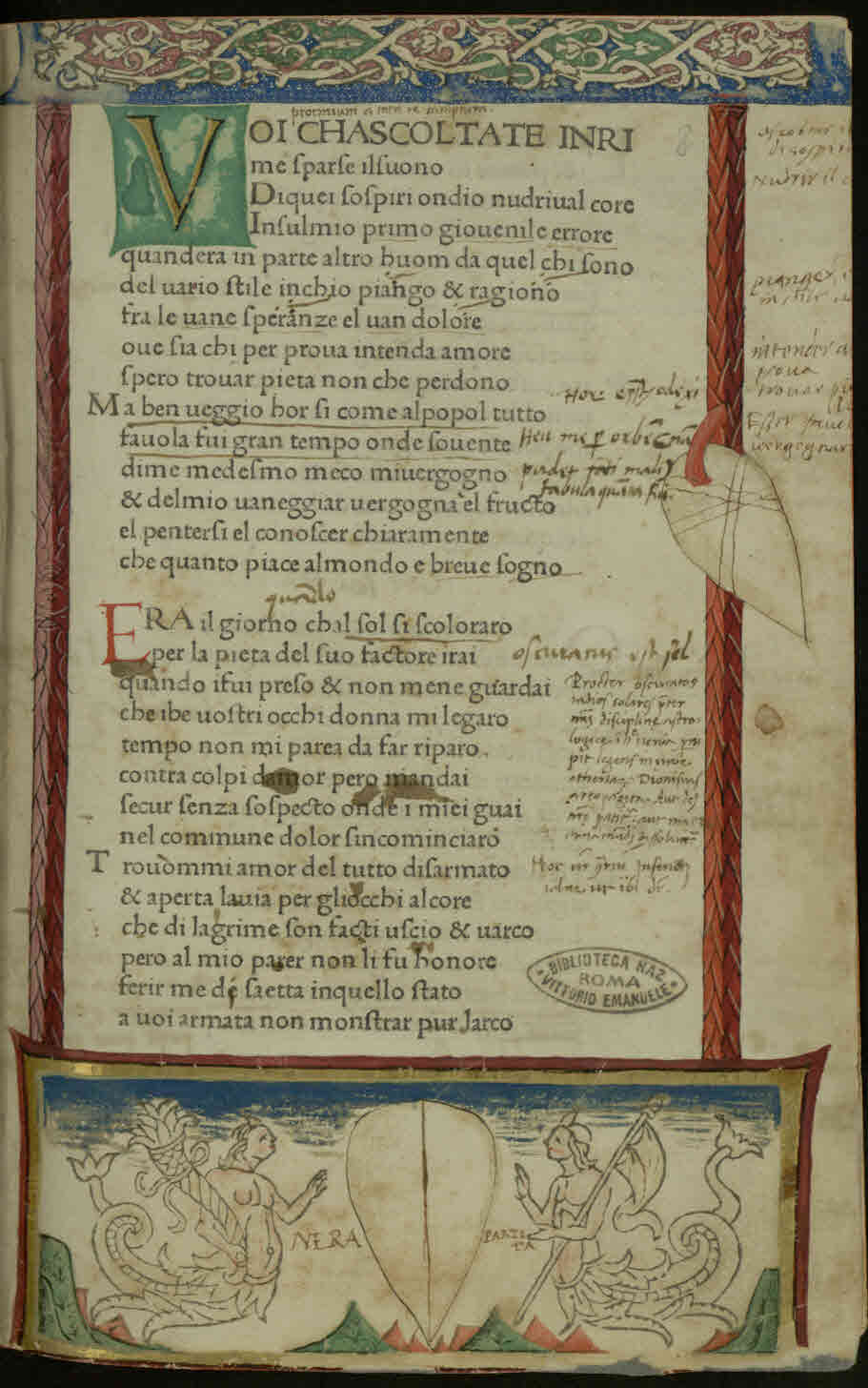
Úvodní list prvního tištěného vydání Zpěvníku z roku 1470

- Zpěvník (Canzoniere), někdy označovaný také jako Rime a samotným Petrarcou nazývaný Zlomky v jazyce lidovém vavřínem ověnčeného básníka Francesca Petrarcy (Francisci Petrarche laureati poete Rerum vulgarium fragmenta) je Petrarcovo nejproslulejší dílo. Pracoval na něm od poloviny 30. let 14. století až do smrti. V průběhu let básně doplňoval a měnil kompozici. Kniha obsahuje 366 básní – 317 sonetů, 29 kancón, 9 sestin, 7 balad a 4 madrigaly. Velká většina se týká Laury a Petrarcovy lásky k ní. Sbírka se dělí na část za Lauřina života a po její smrti a zachycuje vývoj milostného citu od mladického poblouznění, přes uctívání a zbožňování, až k pocitu smíření a pokání v pozdním věku, kdy si subjekt již uvědomuje marnost své někdejší posedlosti a obrací svou duchovní lásku a uctívání k panně Marii. Jsou ale přítomny také politické básně jako text opěvující Itálii (CXXVIII, canzona Italia Mia – Má Itálie), text komentující úpadek města Řím (LIII) nebo text adresovaný Colonnovi u příležitosti plánované křížové výpravy roce 1333 (XVIII).[3] První tištěné vydání Zpěvníku je z roku 1470.

- Triumfy (I trionfi), druhá Petrarcova sbírka básní ve vernakulárním jazyce se obrací k otázkám morálky a svědomí. Báseň popisuje vizi, v níž subjekt spatřuje sérii triumfů či triumfálních pochodů různých alegorických postav. Začíná se triumfem Lásky, k jejím obětem patří Dante Alighieri, Cino da Pistoia, Guittone d'Arezzo a další básníci dolce stil novo. Poté přicházejí vítězné marše Cudnosti, Smrti, Slávy, Času a Věčnosti, zatímco postava Petrarcy (podobně jako postava Danta v Božské komedii) hovoří s osobami, které potkává. Také v Triumfech stojí v centru pozornosti cudná a čistá láska ztělesňovaná Laurou.[29]

### Latinské básně a próza
- O slavných mužích (De viris illustribus), soubor životopisů významných osobností. Podle původního plánu z roku 1338 mělo obsahovat pouze Livia, Cicerona, římské geografy a méně významné rétory. Později byl však záměr změněn na vytvoření kompletního biografického přehledu důležitých postav římského starověku (od Romula patrně až k císaři Titovi, později všech důležitých mytických a biblických postav počínaje Adamem. Práci však Petrarca nikdy nedokončil.[30] Na konci života se básník pokusil alespoň o stručnější shrnutí plánovaných životopisů – nejprve jako Epitome, později jako Compendium.[31]

- Afrika (Africa), latinsky psaný epos, jehož hlavní postavou je Scipio Africanus. Dílo bylo z velké části napsáno v letech 1338/1339 a 1341, autor je však doplňoval vylepšeními a novými epizodami až do smrti. Rozděleno je do 9 knih, přičemž druhá a čtvrtá zůstaly nedokončené a pouze fragmentární. Struktura básně je nevyrovnaná a těkavá, epické pasáže se střídají s lyrickými a introspektivními pasážemi, nejčastěji o pomíjivosti slávy, hodnocenými jako nejpůsobivější části díla. Epos obsahuje mimo jiné příběh lásky kartaginské aristokratky Sofonisbé a numidského krále Massinissy, příběh oběti Hannibalova bratra Magóna, scénu jednání Scipiona a Hannibala nebo dlouhý rozhovor Scipiona s básníkem Quintem Enniem.[32]

- Pastýřská píseň (Bucolicum Carmen), soubor 12 eklog napsaných po vzoru Vergilia, ale doplněných složitou a hutnou alegorickou strukturou, jíž se od antického vzoru snaží odlišit.[33]

- Kajícné žalmy (Psalmi penitentiales), sbírka náboženské poezie, kterou básník sestavil pravděpodobně v roce 1348, kdy v Evropě řádila černá smrt.[34]

- Pamětihodné příběhy (Rerum memorandarum libri), sbírka exempel ilustrujících čtyři hlavní ctnosti. Kompozice vychází z Valeria Maxima a Ciceronovy příručky De Inventione. Petrarca se práci věnoval v letech 1343 až 1345, ale zanechal ji nedokončenou.[35]

- Griselda, latinské přepracování poslední novely z Boccacicova Dekameronu.[36]

### Polemické texty
- O nevědomosti mé a mnoha dalších (De sui ipsius et multorum ignorantia), polemický spis zaměřený proti čtyřem Petrarcovým benátských přátelům vyznávajícím aristotelismus. Básník jim vyčítá, že řeckého filosofa Aristotela, byť se jedná o velkou osobnost, kladou ve všem na první místo a uctívají ho, jako by byl neomylný. Petrarca také brojí proti údajně zbytečnému encyklopedismu a pseudovědě, přičemž za důležitější považuje uvědomění si hranic lidského poznání, autentickou filosofii a křesťanskou víru. Za klíčové učitele si Petrarca volí Cicerona, Senecu, Platóna, církevní otce a Ježíše Krista.[37]

- Invektiva proti tomu, kdo pohaněl Itálii (Invectiva contra eum qui maledixit Italie), výpad proti Jeanu de Hesdin, poté, co se tento francouzský teolog pokoušel odradit papeže od návratu z Avignonu do Říma.[38]

- Invektiva proti jistému vysoce postavenému muži (Invectiva contra quendam magni status hominem), výpad proti kardinálovi Jeanu de Caraman. Petrarca jej napsal na svou obranu poté, co tento prelát označil Petrarcu za hloupého a servilního k tyranským milánským Viscontiům. Básník se hájí tím, že hloupý možná je, ale že ctnost je důležitější. Také tvrdí, že přestože žije na milánském dvoře, dokázal si na rozdíl od úplatného kardinála udržet svou svobodu, jelikož ho nezajímá moc a politika. Kompletní název textu zní Invektiva proti jistému vysoce postavenému, ale nevzdělanému a bezectnému muži (Invectiva contra quendam magni status hominem sed nullius scientie aut virtutis).[39]

- Invektivy proti lékaři (Invective contra medicum quendam), původně dvě stati z let 1352 a 1353, později spojené a nově uspořádané. Text útočí na dobovou medicínu a její limitované možnosti, ale především na snahy prostřednictvím lékařského umění vydělat peníze. Staví se proti požadavku lékařů nadřadit „užitečnou“ medicínu nad sedm svobodných umění. Petrarca humanisticky argumentuje, že duchovní zkoumání je důležitější než materiální, což činí nejdůležitější obor z poezie.[40]

### Filosofické a jiné texty

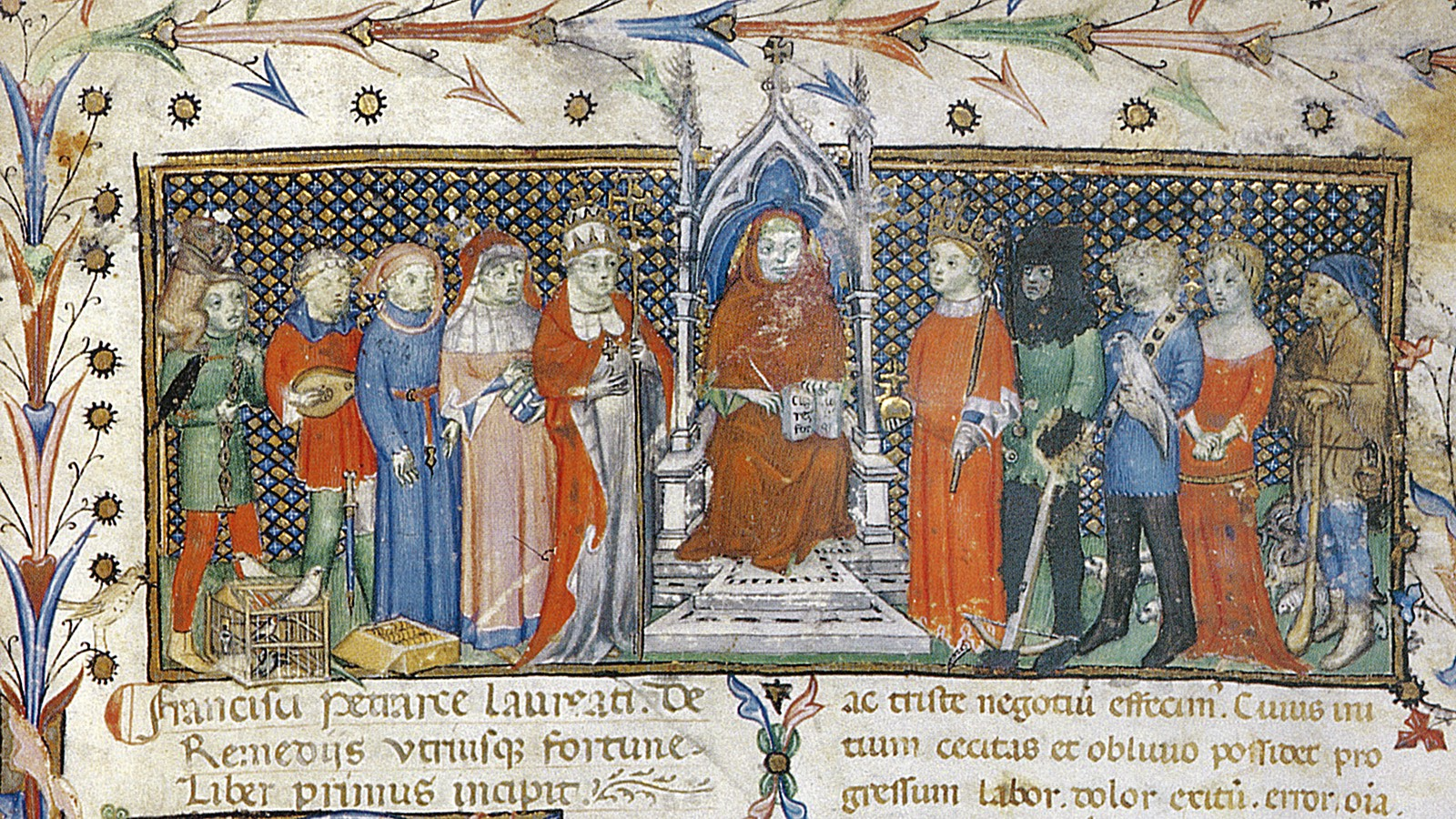
Miniatura v milánském rukopise textu O lécích proti štěstí a neštěstí (De remediis utriusque fortune), pocházejícím přibližně z roku 1400

- O samotářském životě (De vita solitaria), traktát chválící venkovskou samotu, neboť umožňuje duchovní koncentraci, intektuální činnost a mravný život. Je tedy podle Petrarcy vhodná zejména pro intelektuály a spisovatele – jako příklad uvádí četné významné osobnosti, jež žily v ústraní. Práce pochází z let z let 1346–1347.[41]

- O zbožném klidu (De otio religioso), práce, kterou Petrarca napsal po návštěvě kartouzy v Montrieux, kam se roku 1343 uchýlil básníkův mladší bratr Gherardo. Dílo bylo napsáno ve stejné době jako O samotářském životě, méně však vychází z Petrarcových osobních zážitků a dosáhlo menšího úspěchu.[42]

- Mé tajemství (Secretum meum), plným názvem O tajném střetu mých myšlenek (De secreto conflictu curarum mearum). Dialog inspirovaný texty Ciceronovými, Boëthiovými, Senecovými a díly dalších antických autorů. Pod dohledem Pravdy se setkává postava Petrarcy (reprezentující mladého Petrarcu) s postavou svatého Augustina (reprezentující vyzrálejšího Petrarcu). Debatují spolu na prostoru tří knih (tří dnů). Církevní otec básníkovi vytýká, že podléhá pozemským statkům. Petrarca se sice brání odkazem na přirozenou lidskou slabost, ale nakonec musí uznat, že jeho problémem je slabá vůle, a zejména skutečnost, že nebojuje proti svým hříchům jako pýcha, lakota, chtíč a v první řadě závist. Nakonec vytýká Augustin Petrarcovi jeho touhu po slávě a zbožňování smrtelné ženy Laury. Autor se obviněním brání a tvrdí, že literární tvorba i láska jsou prostředkem k pozvednutí duše, přesto musí před argumenty svého protivníka kapitulovat. Touží po duchovním očištění a doufá, že ho v budoucnu dosáhne.[43]

- O lécích proti štěstí a neštěstí (De remediis utriusque fortune), nejdelší a nejobtížnější Petrarcův traktát zkoumající různé životní situace prostřednictvím 122 rozhovorů mezi Rozumem, Nadějí a Štěstí a prostřednictvím 131 dialogů mezi Rozumem, Bázní a Bolestí různé životní situace. V konečné podobě bylo dílo vydáno v roce 1366.[44]

- Stručný průvodce na cestu z Janova do Jeruzaléma a Svaté země (Itinerarium breve de Janua usque ad Ierusalem et Terram Sanctam), vlivný cestopisný text, který Petrarca dokázal sestavit, aniž by kdy Blízký Východ navštívil.[34]

### Korespondence
- Listy přátelům (Rerum familiarum libri XXIV), sbírka 24 knih zahrnující 150 dopisů „přátelům“, mezi něž patří také velké osobnosti minulosti. Existuje několik verzí textu a je možné sledovat, jak se jeho části proměňovaly od přepisů skutečně odeslaných dopisů k rétoricky a umělecky propracovaným textům vytvářejícím stylizovaný Petrarcův autoportrét. Pozdější verze obsahují také zcela fiktivní psaní. Dopisy se dotýkají velkého množství témat, přítomna je politika, etika, náboženství, vzdělání, opěvování literatury a výpady proti dobovému lékařství a astrologii, ale také portréty osob a zážitky z cest, včetně známého výstupu na Mont Ventreux, a kratší veselé a žertovné texty. Sbírka je dedikována Ludwigu van Kempen.[45]

- Dopisy ze stáří (Rerum senilium libri), sbírka 17 knih dopisů, tematicky a stylově podobná Listům přátelům, dochoval se také nedokončený základ 18. knihy (Posteritati) obsahující osobnostní autoportrét a začátek životopisu. Dílo je dedikováno Francescu Nellimu.[46]

- Listy ve verších (Epystole), tři knihy veršovaných dopisů, původně jen raná milostná poezie, později byly připojeny i další texty psané v hexametru. Věnováno Barbatovi da Sulmona.[33] Do této sbírky je zařazena mimo jiné též první Petrarcova báseň, Krátký panegyrik na zesnulou matku (Breve panegyricum defuncte matri). Básník idealizoval svou matku jako světici, přičemž se inspiroval způsobem, kterým svatý Augustin psal o své matce svaté Monice ve Vyznání. Již zde uplatnil však i citace dalších významných klasických autorů – Vergilia, Prudentia, Ovidia, Propertia, Catulla, Claudiana, Seneky, Lucana, Statia a dalších.[47]

- Kniha bez názvu (Sine nomine), sbírka 19 kritických dopisů namířených proti avignonské papežské kurii.[46]

- Rozptýlené listy (Disperse), dopisy nezařazené do ostatních souborů, také pod názvem Varia.[48]

## Česká vydání

### Texty ve středověkých kodexech
V prostředí českého pozdního středověku byla díla Francesca Petrarcy pořizována poměrně hojně, preferovány však byly jeho práce náboženské před humanistickými. Z 56 textů dochovaných v kodexech v českých knihovnách jsou nejčastěji zastoupeny Kajícné žalmy (12×), latinský překlad Boccacciovy Griseldy (9×) a traktát O samotářském životě (5×). Čeští vzdělanci četli Petrarcu především jako autora nové, intimní religiozity a jeho žalmy byly zařazovány vedle děl teologických či mystických.

### Humanistické překlady
Již Pinvičkův sborník z 60. let 15. století obsahuje dekameronovskou novelu Griselda, nepřeloženou do češtiny z Boccacciova italského originálu, nýbrž z Petrarcova latinského překladu. Prvním vydáním originálního Petrarcova díla v češtině se nicméně stal v roce 1501 Frančiska Petrarchy poety a velmi znamenitého a dospělého muže v výmluvnosti kniehy o lékařství proti štěstí a neštěstí. Překlad pořídil Řehoř Hrubý z Jelení, tisk zajistil Jan Severýn z Kapí Hory. Hrubý z Jelení vytvořil i překlady některých Petracových listů (Františka Petrarky Epištol šestnácte bez titulu a Epištola k Hannibalu biskupu tuskulánskému o závisti a lakomství), ty však vydány nebyly a dochovaly se pouze v kodexu z roku 1512. Mikuláš Konáč z Hodiškova přeložil a v roce 1507 ve spolupráci s tiskařem Janem Volfem vydal Sedm žalmuov kajících Petrarchy, poety znamenité a muže bohomyslného i nábožného, krátkých v sloviech, ale v rozumu převelmi dlúhých.
Lékařství proti štěstí a neštěstí bylo rovněž pramenem pro florilegium Jana Češky Řeči a naučení hlubokých mudrců, dochované v 6 kodexech v průběhu 16. století. Toto významné zpracování bylo rovněž třikrát vydáno tiskem (1529, 1572, 1579). Z prvních let 16. století pochází ještě anonymní kodex obsahující mimo jiné tři petrarcovské překlady: Františka Petrarky Rozmlouvání dvoje o pravé moudrosti mezi mudrcem a nedoukem, Téhož Petrarky Epištolu k nějakému příteli svému o bídě žalujícímu města římského a Téhož Petrarky Epištolu k Hannibalovi Tuškulanskému biskupu o závisti a lakomství. Josef Jungmann uvedl, že tento spis byl v roce 1551 vytištěn v Prostějově, žádný exemplář se ale patrně do moderní doby nezachoval.

### Moderní překlady

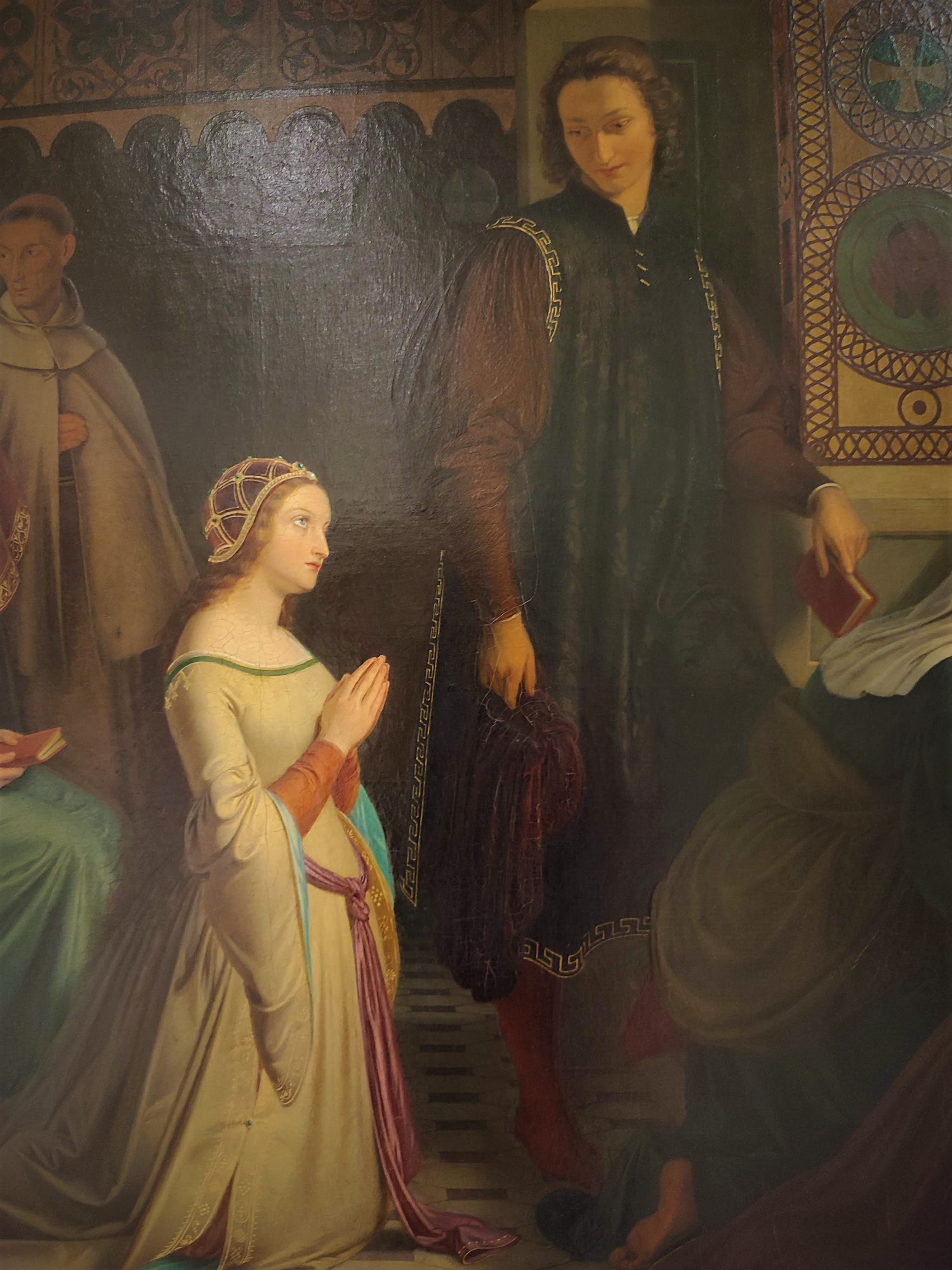
Josef Mánes: Setkání Petrarcy s Laurou, detail z obrazu

V 19. století se stal Petrarca znovu objektem zájmu českých překladatelů a vydavatelů. Před jeho latinskými pracemi však dávali moderní překladatelé přednost textům v italštině, zejména básním ze Zpěvníku. Zároveň se zvedla vlna zájmu malířů romantiků, z nichž nejzdařilejší je obraz Josefa Mánesa Setkání Francesca Petrarcy s Laurou v roce 1327, nyní ve sbírce Národní galerie v Praze.
- „Z Petrarkowých znělek Wýbor prwnj“, Časopis Českého muzea, 1838, přeložil František Jaroslav Vacek Kamenický.
- Tři kanzóny, Jaroslav Vrchlický, Praha 1900, přeložil Jaroslav Vrchlický.
- Francesco Petrarka o knihách, Otto F. Babler, Olomouc 1927. Citáty, bibliofilský vánoční výtisk.
- Vzývání: výbor z lyriky, Jaroslav Podroužek, Praha 1944, přeložil Pavel Eisner (pseudonym Emil Janovský), ilustrace Marie Želibská.
- Sto sonetů Lauře. Státní nakladatelství krásné literatury a umění, Praha 1965, přeložil Václav Renč.
- Francesco Petrarcy Líbezné vody čisté...: tři kancóny a šest sonetů, Památník národního písemnictví, Praha 1967, vybral Josef Javůrek, přeložil Petr Kopta.
- Kanzóny pro Lauru, Mladá fronta, Praha 1969, přeložil Václav Renč, kresby Sylvie Vodáková.
- Listy velkým i malým tohoto světa: výbor z korespondence, Odeon, Praha 1974, vybral Jaroslav Pokorný, přeložil Antonín Rausch.
- Zpěvník: výbor z poezie, Československý spisovatel, Praha 1979, přeložil Jaroslav Pokorný.
- Mé tajemství: o tajném střetu mých myšlenek / Secretum meum: de secreto conflictu curarum mearum, OIKOYMENH, Praha 2004, přeložil Richard Psík.
- Výstup na Mont Ventoux, Vyšehrad, Praha 2014, přeložil Jan Janoušek.
- Sto sonetů Lauře. Vyšehrad, Praha 2015, přeložil Václav Renč.
- Sonety ze Zpěvníku. Argo, Praha 2022, přeložil Miloslav Uličný, ilustrace Vendula Císařovská.

Překlady Petrarcových textů obsahují také tyto publikace:
- Čelakovský, František Ladislav (ed.): Spisů básnických knihy šestery, Kronberger a Řivnáč, Praha 1847.
- Vrchlický, Jaroslav (ed.): Z niv poezie národní i umělé, Jan Otto, Praha 1900.
- Pokorný, Jaroslav, Vladislav, Jan (eds.): Italská renesanční lyrika, Státní nakladatelství krásné literatury, hudby a umění, Praha 1954, přeložili Jaroslav Pokorný, Jan Vladislav a Ivo Fleischmann.
- Mikuškovičová, Jiřina (ed.): Italská renesanční lyrika: Literární pásmo, Krajská knihovna, České Budějovice 1959.
- Frynta, Emanuel, Pokorný, Jaroslav a Vladislav, Jan (eds.): Navštívení krásy: italská renesanční lyrika, Mladá fronta, Praha 1964, přeložili Emanuel Frynta, Jaroslav Pokorný a Jan Vladislav.
- Prokop, Josef (ed.): Imitace imitace: antologie renesanční poezie: Petrarca, Bembo, Ronsard, Du Bellay, Desportes, Garcilaso a další. Protis, Praha 2007.
- Špička, Jiří: Petrarca: homo politicus: politika v životě a díle Franceska Petrarky. Argo, Praha 2010.
- Špička, Jiří: Petrarca v Provence: údolí, město, hora, Univerzita Palackého v Olomouci, Olomouc 2014.

#### Česká
- Eisner, Pavel: Milenec Petrarca, Ústav italské kultury, Praha 1949. 31 s.
- Špička, Jiří: Petrarca: homo politicus: politika v životě a díle Franceska Petrarky, Argo, Praha 2010. 332 s. ISBN 978-80-257-0172-0.
- Špička, Jiří: Petrarca v Provence: údolí, město, hora, Univerzita Palackého v Olomouci, Olomouc 2014. 366 stran. ISBN 978-80-244-4390-4.

#### Cizojazyčná
- Barański, Zygmunt G., Cachey, Theodore J. (eds.): Petrarch & Dante: Anti-Dantism, Metaphysics, Tradition, University of Notre Dame Press, Notre Dame, Indiana. 414 s. ISBN 978-0-268-02211-2.
- de Nolhac, Pierre: Petrarch and the Ancient World, Humanists Library, Boston 1907.
- Geyer Paul, Thorwarth, Kerstin (eds.): Petrarca und die Herausbildung des modernen Subjekts, Vandenhoeck & Ruprecht, Göttingen 2009. 259 s. ISBN 978-3-89971-639-9.
- Jerrold, Maud F.: Franceso Petrarca. Poet and Humanist, J.M. Dent, London 1909.
- Kirkham, Victoria, Maggi, Armando (eds.): Petrarch: A Critical Guide to the Complete Works, University of Chicago Press, Chicago 2009. 568 s. ISBN 978-0-226-43743-9.
- Lee, Alexander: Petrarch and St. Augustine: classical scholarship, Christian theology, and the origins of the Renaissance in Italy, Leiden: Brill, 2012. 382 s. ISBN 978-90-04-22403-2.
- Mann, Nicholas. Petrarch, Oxford University Press, Oxford 1984. 121 s. ISBN 978-0-19-287609-6.
- Speck, Reiner, Neumann, Florian (eds.): Francesco Petrarca 1304–1374: Werk und Wirkung im Spiegel der Biblioteca Petrarchesca, DuMont, Köln 2004. 493 s. ISBN 3-8321-7478-8.
- Trinkaus, Charles Edward: The Poet as Philosopher: Petrarch and the formation of Renaissance consciousness, Yale University Press, New Haven 1979. 147 s. ISBN 0-300-02327-8.
- Wilkins, Ernest Hatch: The Life of Petrarch, University of Chicago Press, Chicago 1961. 275 s.